# Isla de los Cerdos (Crozet)
La isla de los Cerdos (en francés: Île aux Cochons) es una isla perteneciente al archipiélago de las islas Crozet, un territorio subantártico situado al sur del océano Índico y administrado por Francia. Forma parte de los Territorios Australes Franceses. A causa de la erosión de las olas su litoral está caracterizado por acantilados que dificultan el acceso a la isla, a excepción de la zona del cabo Verdoyant.

## Actividad volcánica
Los estudios sobre la vulcanología de la isla fueron efectuados en 1981 por G. Boudon.
La isla es un estratovolcán de tipo central, al igual que las islas de San Pablo y Ámsterdam, siendo la mayor altitud el cráter de Richard-Foy (770 metros). Parece que la isla se formó durante dos fases distintas de actividad volcánica.
- Primera fase: Depósitos y formaciones de 400 m en las orientaciones este-noreste y oeste-suroeste del norte de la isla (zona llamada de Les Cinq Géants, y al sursureste y norte-noroeste al sur de la isla (Pointe Sud).
- Segunda fase: Producida después de la tectónica de la falla, por la agitación de la caldera del monte Richard-Foy, una pequeña caldera axial abierta al sur. Hace más de 5500 años la caldera, así como varios conos presentes en sus inmediaciones, estuvo activa.

Aún hoy los volcanes permanecen potencialmente activos.

## Fauna
La fauna consiste esencialmente en aves (pingüinos y albatros) y mamíferos marinos (otarios y elefantes marinos. Las falda sur del volcán, al nivel del cabo Verdoyant, alberga una de las concentraciones más importantes de pingüinos reales. La isla también cuenta con especies introducidas gatos, conejos y ratones en el pasado también fueron introducidos cerdos de ahí deriva el nombre "isla de los cerdos" pero actualmente ya no quedan.
- Datos: Q292234
- Multimedia: Île aux Cochons / Q292234